# マリノ会議

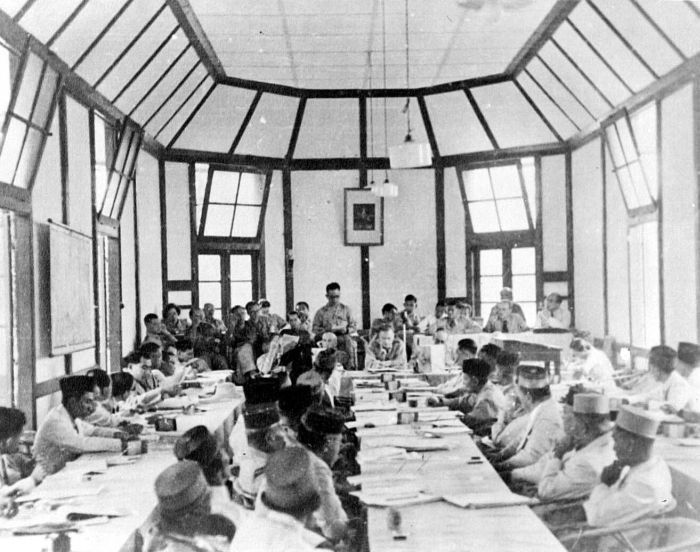

マリノ会議（マリノかいぎ）は、1946年7月16日から7月25日にかけてインドネシア・スラウェシ島のマリノで開かれた会議である。
第二次世界大戦後、インドネシアでオランダによる植民地支配からの独立を目指す動きがある中で、オランダが自国の影響力を残すための連邦制導入を進めるために開催した。オランダは、インドネシア東部の地方支配者（ラジャ）ら39人を会議に招聘した。この会議でオランダは、オランダと連携したインドネシア連邦の提案を行い、インドネシア側の代表者たちは、何らかの形でオランダとの関係を継続することを支持した。この会議により、カリマンタン島とインドネシア東部からなる大東国（後に東インドネシア国に改称）の設立が決定された。

## 背景
1945年8月17日のインドネシア独立宣言の後、再び植民地としてインドネシアを支配しようとするオランダと、植民地からの独立を目指すインドネシア人との間で独立戦争が勃発した。
日本の降伏に伴う日本によるインドネシア統治の終了の後、インドネシア東部はオーストラリア軍により占領されたが、オーストラリア軍はオランダ領インド民政局(NICA)の職員を伴って上陸し、NICA職員に統治を任せた。これは、インドネシア西部を占領したイギリス軍がオランダの介入を防いでいたのとは対照的だった。1946年初頭、オランダ領東インド総督代理のフベルトゥス・ファン・モークは、戦前のような植民地統治に戻ることは不可能であるという結論に達し、オランダとの関係を保った連邦制の導入に向けて行動を始めた。ファン・モークによる連邦制の提案は、本国の植民地大臣ヨハン・ロゲマンにより承認され、同年2月10日に発表された。3月に行われたファン・モークとインドネシア共和国首相シャフリルとの交渉において、ジャワ島、マドゥラ島、スマトラ島をインドネシア共和国が支配し、その他のインドネシアの主権をオランダが保持することが承認された。このことが明らかになると、シャリフルはインドネシア軍に一時拘束された。一方ファン・モークは、ジャワ以外、特に西ジャワや東インドネシアの指導者との関係を深めた。その後、マリノ会議により連邦制のインドネシアを樹立することにした。

## 会議参加者
ファン・モークは1946年4月に会議参加者の候補への接触を開始し、インドネシア東部の政府機構について議論する会議への参加を求めた。バリ島やスラウェシ島南部などでは代表機関が設置されており、そこが会議への参加者を任命した。代表機関のない地域では、NICA職員や地元の指導者が参加者を推薦した。
会議には、ボルネオ島や西パプア、バンカ・ビリトンなど、インドネシア東部全域から代表とその顧問計53人が参集した。インドネシア共和国のモハマッド・ハッタ副大統領は、この会議の参加者は「銃剣を突きつけられて」集められたと主張したが、インドネシア共和国代表団は直後にこの発言を撤回した。また、ファン・モークを団長とする大規模なオランダ代表団も参加していた。

## 交渉
会議は7月16日に開始され、会議冒頭の演説でファン・モークは「オランダ政府は、できる限り最も速やかな方法で、慎重に考え抜かれた計画に従って、（インドネシア連邦内の）これらの国が自治をする立場に置かれなければならないと考えている」と述べた。参加者は、植民地主義をインドネシアに戻さないこと、インドネシアとオランダのつながりを継続させること、インドネシアをインドネシア連邦共和国という形で統一することで合意した。インドネシア連邦共和国は、ジャワ、スマトラ、大東国（西パプアを含む）、オランダ領ボルネオの4つの「自治領」で構成される。また、ボルネオと大東国の統治形態を決定するために追加の会議を開くこと、インドネシア共和国とオランダとの交渉にボルネオと大東国の代表も参加することが決議された。オランダ本国の一般政府委員会と将来の統治形態について交渉するための7人からなる委員会が設立された。

## その後
この3か月後、バンカ島のパンカルピナンにで少数民族の代表が集まり、マリノ会議での合意に対する支持を表明した。オランダ本国の一般政府委員会、7人委員会、インドネシアの地域指導者は会議を開き、ボルネオの政情が不安定であったことから、連邦国家樹立のための試みは東インドネシアを中心として行うことを決定した。これを受けてファン・モークは、1946年12月にデンパサール会議を開催し、この会議において東インドネシア地域における政府樹立について協議することが決定された。一方、オランダは同年11月にインドネシア共和国と最初の合意に達し、ジャワ島、マドゥラ島、スマトラ島の3地域についてインドネシア共和国の主権を認めた。